# Čchen Čchüan-kuo
Čchen Čchüan-kuo (čínsky pchin-jinem Chén Quánguó, znaky zjednodušené 陈全国; * 12. července 1955) je bývalý čínský komunistický politik, člen politbyra (2017–2022) ústředního výboru a tajemník sinťiangského oblastního výboru (2016–2021) Komunistické strany Číny. Předtím byl tajemníkem tibetského oblastního výboru KS Číny (2011–2016) a guvernérem Che-peje (2009–2011). Od roku 2007 byl členem širšího vedení KS Číny jako kandidát (2007–2012) a člen (2012–2022) ústředního výboru. Do roku 2009 pracoval v různých stranických a státních úřadech na okresní, prefekturní a provinční úrovni v rodném Che-nanu.

## Život
Čchen Čchüan-kuo se narodil 12. července 1955 v okrese Pching-jü v prefektuře Ču-ma-tien ležící v jihovýchodní části provincie Che-nan. V letech 1973–1977 sloužil jako vojín u dělostřeleckého pluku 3. divize 1. armády Čínské lidové osvobozenecké armády. Roku 1976 vstoupil do Komunistické strany Číny. V letech 1977–1978 pracoval jako dělník v závodě na výrobu automobilových součástek v prefektuře Ču-ma-tien, poté studoval politickou ekonomii na univerzitě v Čeng-čou, studium dokončil roku 1981, načež získal místo úředníka v obci Sin-tien v okrese Pching-jü.
V letech 1983–1988 pracoval v úřadu prefekturního výboru KS Číny v Ču-ma-tienu, poté vedl okresní výbor KS Číny v Suej-pchingu, jednom z čumatienských okresů. Roku 1994 byl přeložen na místo vedoucího organizačního oddělení prefekturního výboru KS Číny v Pching-ting-šanu a o dva roky později přešel na místo šéfa administrativy prefektury Luo-che. Současně při zaměstnání v letech 1995–1997 absolvoval další studium manažerských věd a inženýrství na Wuchanské technologické univerzitě a postgraduální studium tamtéž v letech 1999–2004. Roku 1998 byl jmenován zástupcem guvernéra Che-nanu, po třech letech přešel na pozici vedoucího organizačního oddělení chenanského provinčního výboru KS Číny (do 2004), od roku 2003 současně i zástupce tajemníka chenanského provinčního výboru KS Číny (do 2009). Na XVII. sjezdu KS Číny v říjnu 2007 byl zvolen kandidátem ústředního výboru. Je počítán k politikům, kteří byli vyzdvižení do vedení strany zásluhou Li Kche-čchianga (v letech 1998–2003 guvernér Che-nanu, 2002–2004 tajemník chenanského výboru strany; tehdy mu byl Čchen Čchüan-kuo podřízen).
Roku 2009 odešel z Che-nanu do Che-peje, když byl jmenován úřadujícím [guvernérem provincie Che-pej a následující rok řádným guvernérem. V srpnu 2011 byl zvolen tajemníkem tibetského oblastního výboru KS Číny. Na XVIII. sjezdu KS Číny v listopadu 2012 byl zvolen členem ústředního výboru (znovuzvolen 2017). Šéfem komunistické strany v Tibetu zůstal pět let, do srpna 2016, kdy přešel na stejné místo v autonomní oblasti Sin-ťiang. Na XIX. sjezdu KS Číny v říjnu 2017 byl zvolen členem politbyra, jak bylo pro tajemníka sinťiangského oblastního výboru obvyklé.
Z funkce tajemníka sinťiangského oblastního výboru KS Číny byl odvolán v prosinci 2021. Poté byl roku 2022 jmenován zástupcem vedoucího ústřední skupiny KS Číny pro práci na venkově (Chu Čchun-chuy), což byla pro bývalého tajemníka oblastního výboru nevýznamná pozice. Odvolán ze Sin-ťiangu byl snad kvůli snaze čínského vedení o ztlumení americké, resp. západní, kritiky sinťiangské politiky čínského režimu. Čchen Čchüan-kuo byl totiž Západem obviňován ze zesílení represivní politiky vůči Ujgurům a porušování jejich lidských práv. Na XX. sjezdu KS Číny v říjnu 2022 již nebyl zvolen do ústředního výboru a odešel z politiky.